# Анвар, Шейх Мохаммад
Шейх Мохаммад Анвар LOM SK (англ. Sheikh Mohammad Anwar, урду شيخ محمد انور‎; 19 сентября 1920 — 24 января 1977) — коммодор ВМС Пакистана (однозвёздный адмирал), известный благодаря своему участию во Второй индо-пакистанской войне и руководству операцией «Дварка» против ВМС Индии в 1965 году. Его роль как героя войны в Пакистане не признавалась до 2010-х из-за многочисленной критики со стороны СМИ и сослуживцев, даже несмотря на выход в 1990-е годы телефильма о его участии в войне с Индией.

## Биография
Шейх Мохаммад Анвар (сокращённо Ш. М. Анвар) родился в городе Лахор (ныне Пакистан, провинция Пенджаб) 12 сентября 1920 года:6. Окончил христианский колледж Форман в Лахоре в 1940 году:25.
Анвар служил в КВМС Великобритании и Индийском королевском флоте с 1941 года. Имел звание младшего лейтенанта, участвовал в Бирманской кампании в 1942—1943 годах:6-7. С 14 августа 1947 года (провозглашения независимости Пакистана) на службе ВМС Пакистана под личным номером 24, с 1958 по 1959 годы учился по обмену в колледже ВМС США на Род-Айленде. Окончив колледж, Анвар был произведён в коммодоры и прослужил два месяца в ВМС США. В 1960 году назначен командиром учебной базы Пахадур ВМС Пакистана
В 1962 году капитан Анвар назначен военно-морским атташе в посольстве Пакистана в США, где работал до 1964 года:38. В 1965 году возглавил командование ВМС Пакистана (COMPAK). Во время второй индо-пакистанской войны совершил нападение на радарную станцию в Дварке (Гуджарат, Индия), командуя 25-й эскадрой эсминцев:83.
В 1968 году Анвар был награждён американским орденом «Легион Почёта», награду ему вручал действовавший посол США в Пакистане Юджин Лок:39:25. С 1969 по 1970 годы был руководителем треста порта Карачи. С 1971 по 1975 годы — начальник академии военно-морских сил Пакистана.
Скончался 24 января 1977 года в Карачи, его смерть не была в центре внимания СМИ.

## Память
Несмотря на свои действия во время войны против Индии в 1965 году, особенно успешную операцию «Дварка», роль Анвара в ВМС Пакистана не признавалась флотом и практически не была известна. В 1990-е годы телекомпания STN выпустила телефильм под названием «Операция "Дварка"», посвящённый событиям второй индо-пакистанской войны, роль коммодора Анвара исполнил Талат Хуссейн. Только в 2016 году ВМС Пакистана на странице в Facebook официально признал заслуги Анвара во второй индо-пакистанской войне.